# Chiesa di San Giorgio (Libušín)
La chiesa di San Giorgio (in ceco Kostel svatého Jiří) è un luogo di culto cattolico che si trova a Libušín, comune del Distretto di Kladno, Boemia Centrale in Repubblica Ceca. La chiesa appartiene all'arcidiocesi di Praga ed è stata edificata probabilmente nel X secolo poi modificata nel XIII secolo nel XVIII secolo. L'ultimo intervento strutturale risale al 1883. 

## Storia

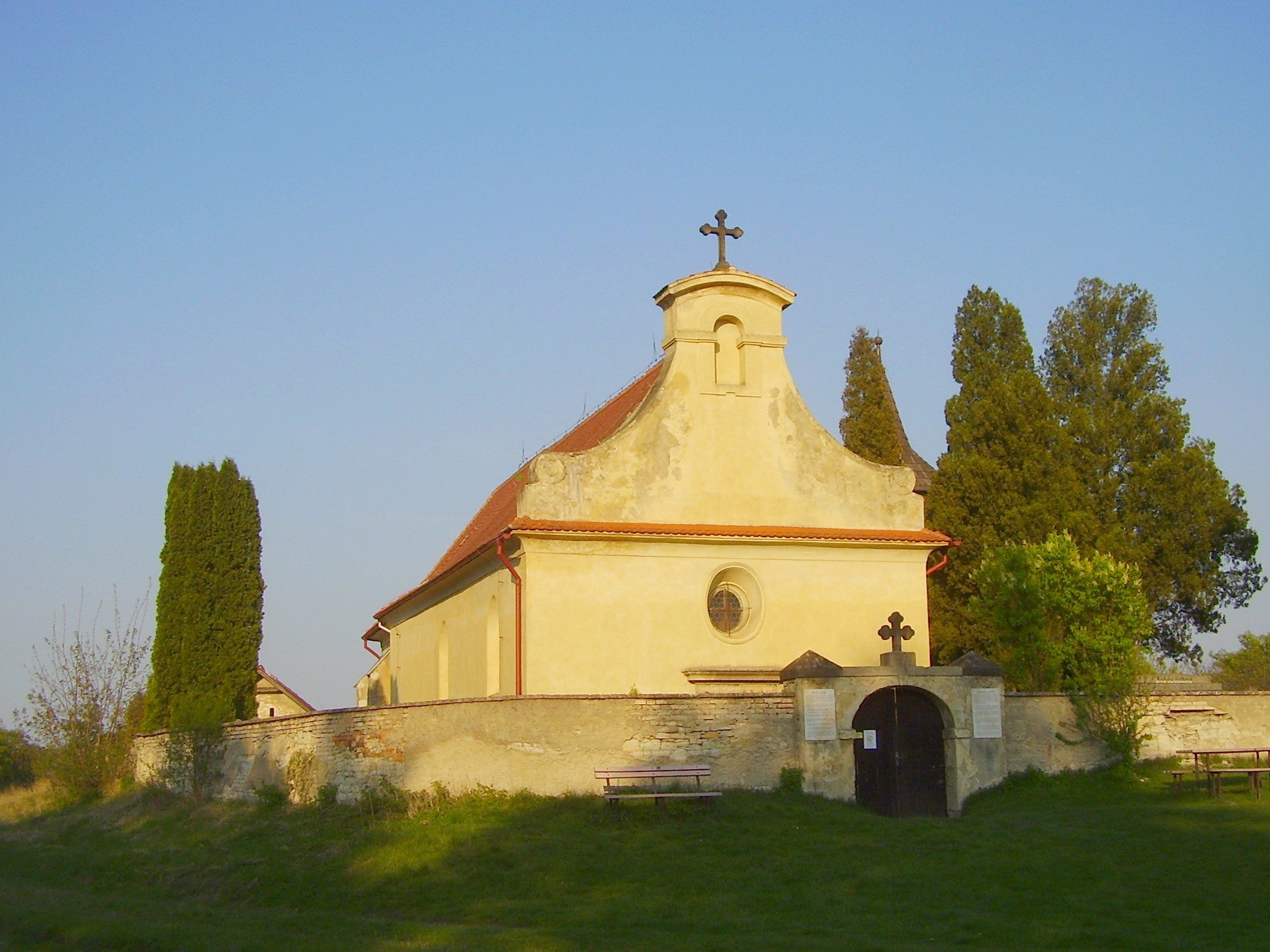
Facciata della chiesa di San Giorgio all'interno della cinta muraria del cimitero della comunità

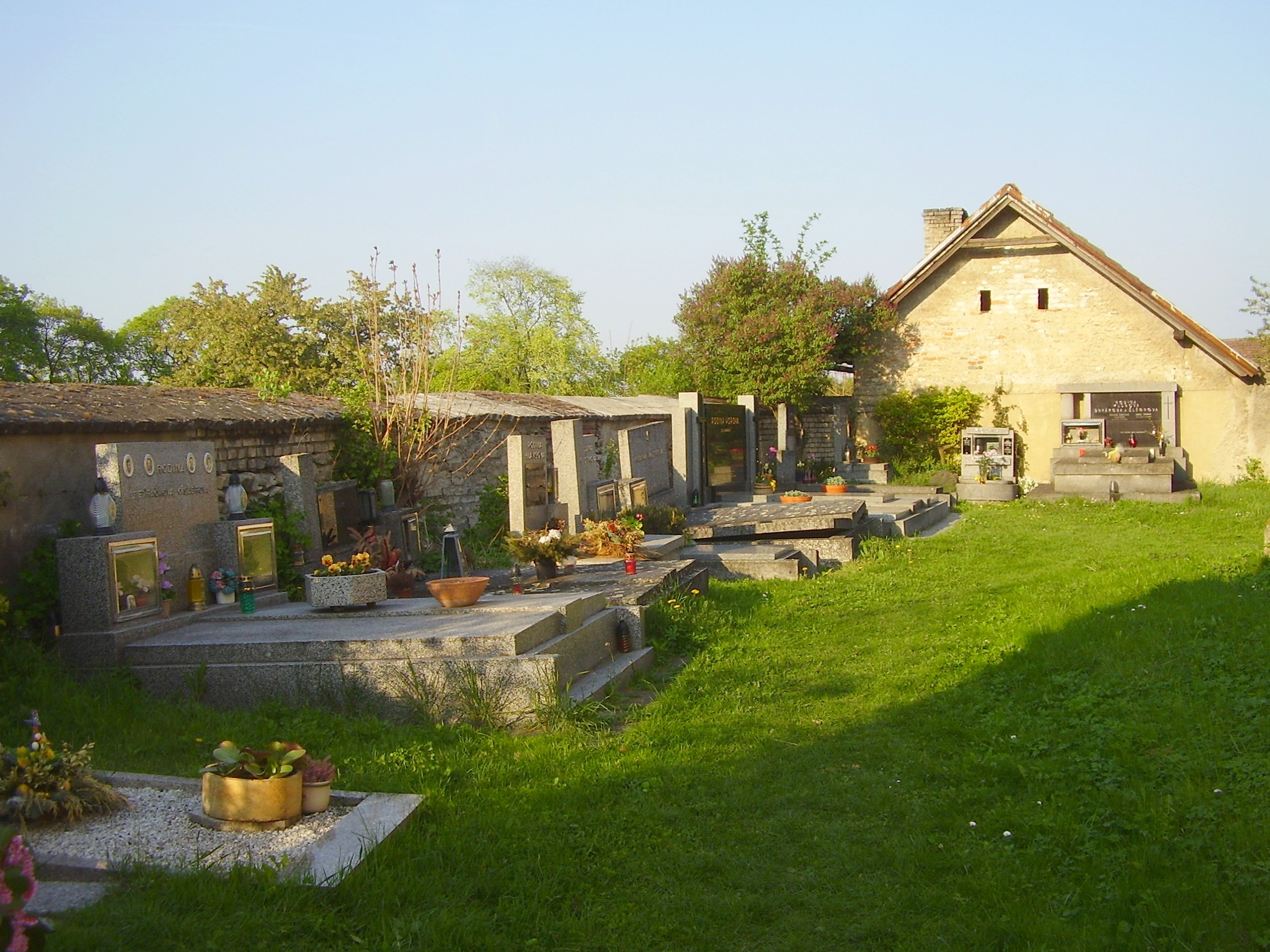
Area cimiteriale accanto alla chiesa

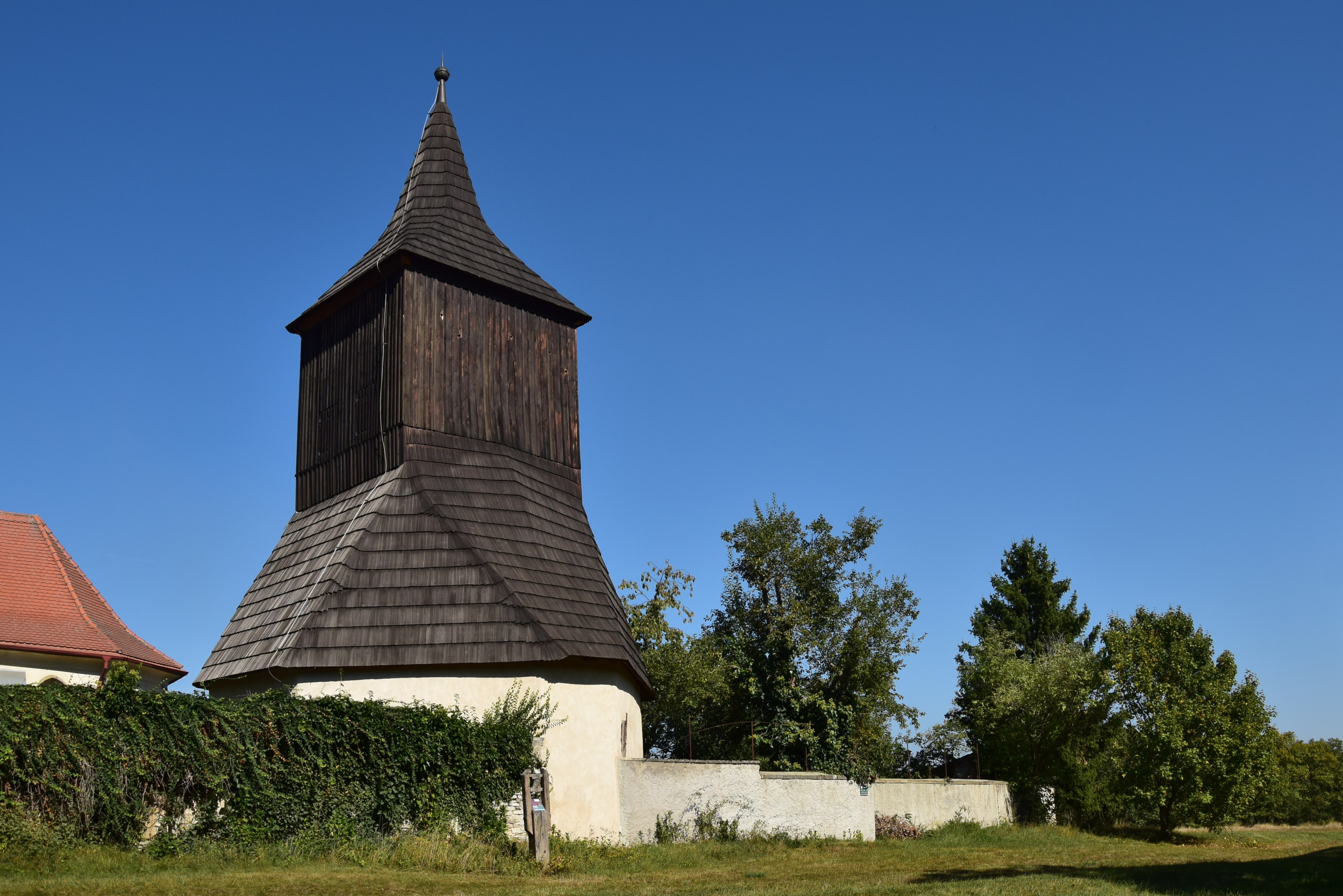
Torre campanaria posta sulla cinta muraria

Libušín fu menzionato per la prima volta come villaggio nel 1052 e il luogo di culto originario con dedicazione a San Giorgio probabilmente era già presente nel X secolo, edificato sul sito di una fortezza altomedievale dal IX secolo. Non è nota la forma dell'edificio sacro più antico e la sua prima menzione scritta risale alla metà del XIV secolo. Con lo sviluppo dell'estrazione del carbone nel XIX secolo il numero dei suoi abitanti aumentò notevolmente, tanto che nel 1919 venne elevata alla dignità di città e nel suo centro fu costruita la chiesa di San Procopio. Nel XIII secolo la precedente chiesa di San Giorgio venne modificata in stile gotico. Probabilmente dopo il 1277 venne aggiunto il presbiterio e nel 1352 la chiesa venne citata come parrocchiale. Nel XVIII secolo venne modificata secondo il gusto barocco. Nel XVIII secolo fu ristrutturata in stile barocco, furono installati portali in pietra e nel 1737. Nel 1683 Bernard Ignác di Martinice acquistò per la chiesa un altare e un pulpito del primo barocco. L'altare di San Giorgio è stato realizzato intorno al 1760. Durante importanti interventi strutturali realizzati nel 1883 la chiesa fu ricostruita senza uno stile specifico. Nelle vicinanze della chiesa il campanile in legno a gradini esagonali venne edificato attorno al 1500 circa. In origine era dotato di due campane, una del 1504, rubata nel 1996, l'altra del 1536, pure questa perduta. Dopo la costruzione della nuova chiesa di San Procopio nel 1908, la chiesa di San Giorgio è divenuta una chiesa cimiteriale e una meta di pellegrinaggio.

## Descrizione

### Esterni
La chiesa si trova ad ovest dell'abitato di Libušín, comune della Boemia Centrale in Repubblica Ceca. Il complesso comprende la chiesa, il cimitero attorno alla chiesa col suo muro di cinta e la torre campanaria lignea distaccata dalla chiesa. La chiesa presenta una facciata con timpano a voluta. L'ingresso principale è un portale barocco spezzato datato 1711 di forma rettangolare in pietra con cornici e piccola grondaia. Sopra c'è una finestra ovale incastonata in uno stipite profondo. Il tetto è a due falde. La muratura in pietra di cava è intonacata liscia con intonaco di calce. Il campanile si trova nella parte sud-orientale dell'area, sul muro di cita. La struttura è in legno su basamento in mattoni ed è in parte ricoperta da scandole.

### Interni
La navata interna è unica e la zona del presbiterio non si differenzia per altezza rispetto alla sala. All'interno del presbiterio si conservano numerosi elementi architettonici medievali.

### Monumento culturale della Repubblica Ceca
La tutela dei monumenti della Repubblica Ceca considera la chiesa di San Giorgio di Libušín col muro di cinta del suo cimitero e il vicino campanile ligneo un monumento culturale nazionale col numero di catalogo 1000130949.